# Sauk megye
Sauk megye az Amerikai Egyesült Államokban, azon belül Wisconsin államban található. Megyeszékhelye és legnagyobb városa Baraboo. Lakosainak száma 65 763 fő (2020. április 1.). Sauk megye Juneau, Adams, Columbia, Dane, Iowa, Richland és Vernon megyékkel határos.

## Népesség
A megye népességének változása:
| Lakosok száma | 62 021 | 62 422 | 62 598 | 63 162 | 63 642 | 65 763 |
|               | 2010   | 2011   | 2012   | 2013   | 2015   | 2020   |